# Caramelização

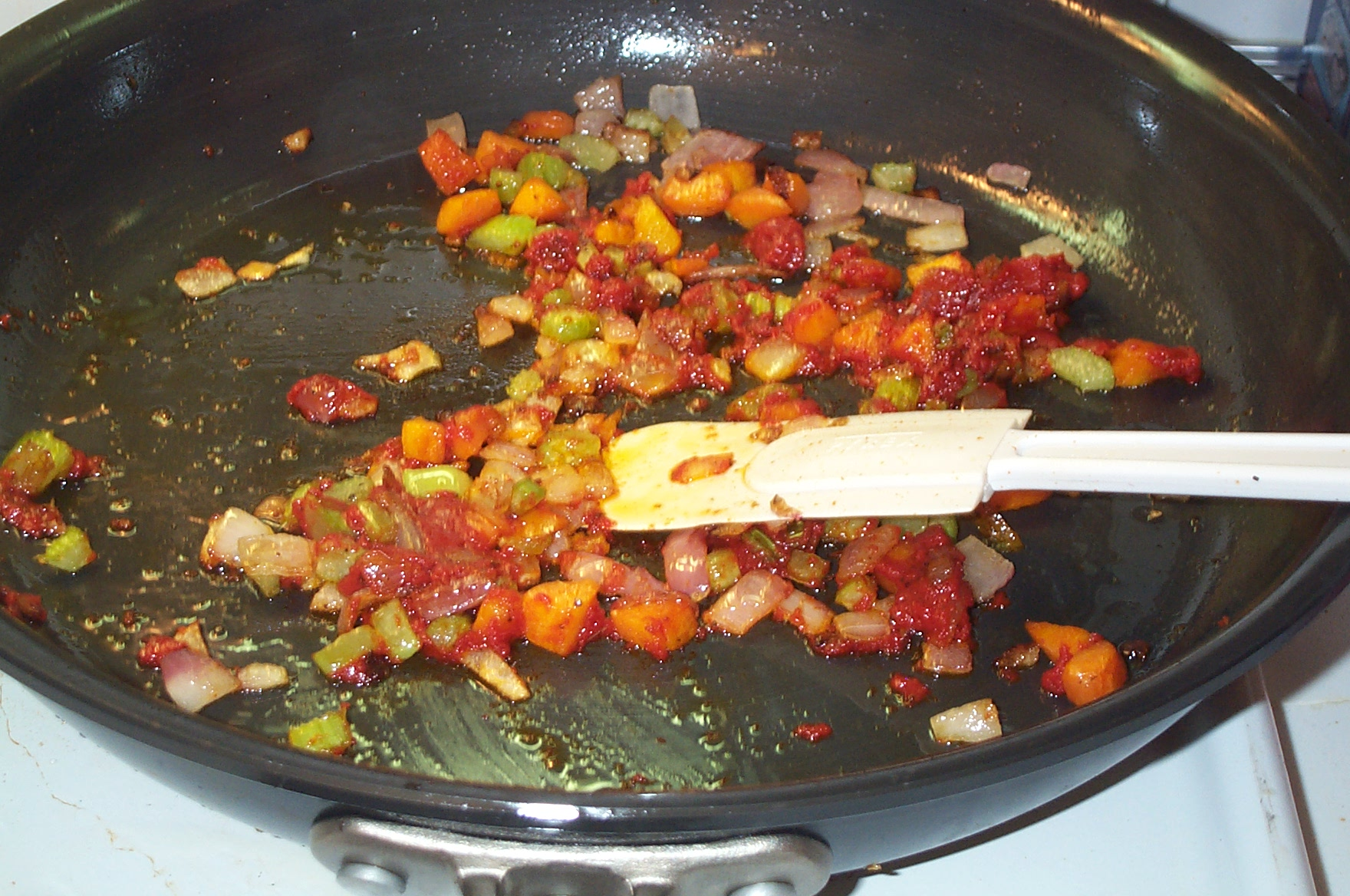
Caramelização de cenouras

Caramelização é um tipo de "escurecimento não enzimático", e não deve ser confundida com a reação de Maillard. Se dá pela degradação de açúcares em ausência de aminoácidos ou proteínas e pode ocorrer tanto em meio ácido quanto em meio básico. Envolve temperaturas elevadas acima de 120°c e tem como produtos finais compostos escuros de composição química complexa. Envolve várias reações: hidrólise, degradação, eliminação e condensação.